# Bossa Nova Stories
Bossa Nova Stories är ett musikalbum från 2008 med den brasilianska jazzpianisten och vokalisten Eliane Elias. Toots Thielemans och Ivan Lins är gästartister på albumet.

## Låtlista
1. The Girl from Ipanema (Antônio Carlos Jobim/Vinícius de Moraes/Norman Gimbel) – 5:22
2. Chega de Saudade (Antônio Carlos Jobim/Vinícius de Moraes) – 3:23
3. The More I See You (Harry Warren/Mack Gordon) – 4:13
4. They Can't Take That Away from Me (George Gershwin/Ira Gershwin) – 3:47
5. Desafinado (Antônio Carlos Jobim/Newton Ferreira Mendonça) – 4:27
6. Estate (Summer) (Bruno Martino/Bruno Brighetti) – 5:21
7. Day In, Day Out (Rube Bloom/Johnny Mercer) – 4:22
8. I'm Not Alone (Who Loves You?) (Ivan Lins/Will Jennings) – 4:51
9. Too Marvelous for Words (Richard Whiting/Johnny Mercer) – 3:56
10. Superwoman (Stevie Wonder) – 3:40
11. Falsa Baiana (Geraldo Pereira) – 4:01
12. Minha saudade (João Donato/João Gilberto) – 2:11
13. A rã (The Frog) (Caetano Veloso/João Donato) – 4:15
14. Day by Day (Axel Stordahl/Sammy Cahn/Paul Weston) – 5:28

## Medverkande
- Eliane Elias – sång, piano
- Oscar Castro Neves – gitarr (spår 1–6, 8–12, 14)
- Ricardo Vogt – gitarr (spår 7, 13)
- Marc Johnson – bas
- Paulo Braga – trummor, slagverk
- Toots Thielemans – munspel (spår 6, 10)
- Ivan Lins – sång (spår 8)
- Orkester under ledning av Rob Mathes (spår 1, 3, 5, 6, 8, 9, 14)

## Listplaceringar
| Lista (2000) | Topplacering |
| ------------ | ------------ |
| Frankrike    | 47           |